# Сёмушкина, Мария Вячеславовна
Мария Вячеславовна Сёмушкина (род. 19 сентября 1977 года в Москве, СССР) — глава продюсерской компании «АртМания», автор и президент фестиваля под открытым небом в России «Усадьба Jazz».

## Биография
Родилась в Москве в семье журналистов-телевизионщиков. С 1991 года работала на радио внештатным корреспондентом детско-юношеской редакции. В 1992 году вместе с семьей жила в Будапеште, где родители основали корпункт ВГТРК. Мария поступила на факультет журналистики МГУ, перевелась в университет в Будапеште, окончила факультет журналистики МГУ им. Ломоносова в 2000 году. Также обучалась на факультете психологии, центре права СМИ и французском колледже журналистики. Замужем, воспитывает 4 дочерей.
В начале 2000-х годов была соавтором радиопрограммы «Рок от Радио 1» на «Радио 1». Мария работала в посольстве Франции в России, организовала фестиваль французского кино, концерты французских музыкантов и конференции в центре французской журналистики в МГУ.
В 2003 году основала первую в России компанию product placement в кино. Работала с такими режиссерами и продюсерами как Сергей Сельянов, Елена Яцура, Егор Кончаловский, Рената Литвинова, Дмитрий Месхиев, Илья Хржановский.

#### Усадьба Jazz
В 2004 году было основано агентство АртМания, ставшее организатором первого фестиваля импровизационной музыки «Русский стиль . Усадьба. Джаз» в Архангельском. С 2006 года фестиваль стал носить название Усадьба Jazz.
Мария Сёмушкина является автором и президентом крупнейшего в России фестиваля джазовой музыки «Усадьба Jazz», и регулярно представляет Россию на международных форумах и музыкальных конференциях. Мария читает лекции о музыкальном продюсировании и пишет статьи о музыке. Также в послужном списке Марии Сёмушкиной авторские программы на радио («Музыка на все времена» на Радио Jazz FM, «Квартирник у Семушкиной» на Радио Культура).
Мария и ее агентство «АртМания» организовали (2008-2016) сольные концерты на крупных площадках джазовых звёзд международного уровня: Melody Gardot, Avishai Cohen, Richard Bona, Marcus Miller, Tigran Hamasyan.
За 16 лет работы агентства АртМания (закрыто из пандемии в апреле 2020 года) Марией было спродюсировано и проведено около 100 фестивалей и мероприятий (фестиваль «Джаз в Старом городе», Le Jazz, городской фестиваль Moscow Jazz Fest в парках Москвы, осенний фестиваль City Jazz в Москве и Санкт-Петербурге, фестиваль «Новая классика», арт-фестиваль «Николин день», Форум-конкурс молодых исполнителей в Сочи).
Более 500 коллективов со всего мира были открыты российскому слушателю. 
В 2020-2021 Мария выступила генеральным продюсером проекта поддержки музыкально-талантливых детей и подростков Усадьба Kids, прошедшим в 4 городах Москве, Санкт-Петербурге, Екатеринбурге, Воронеже.
В 2021 году создала Творческую лабораторию Semushkina Music Lab, которая проводит несколько раз в году в Москве легендарные квартирники.
В 2022 в Лондоне (где Мария проживает с семьей с 2019 года)
Semushkina Music Lab   создала  проект Jazz&Club with Semushkina, серию регулярных музыкальных камерных лекций-концертов. 
Также Марией готовится ряд музыкальных проектов в Лондоне с участием, как российских, так и международных музыкантов.